# Portlaw
Portlaw (in irlandese: Port Lách) è una località di 1 696 abitanti nella contea di Waterford, in Irlanda.